# Natación en los Juegos Olímpicos de Pekín 2008 – 200 metros estilo mariposa femenino
El evento de 200 metros estilo mariposa femenino de natación en los Juegos Olímpicos de Pekín 2008 tuvo lugar del 12 al 14 de agosto en el Centro Acuático Nacional de Pekín.

## Récords
Antes de esta competición, el récord mundial y olímpico existentes eran los siguientes:
| Récord mundial  | Jessicah Schipper | 2:05,40 | Victoria, Canadá  | 17 de agosto de 2006     |
| Récord olímpico | Misty Hyman       | 2:05,88 | Sídney, Australia | 20 de septiembre de 2000 |

Los siguientes récords se establecieron durante la competición:
| Fecha        | Ronda | Nombre   | País  | Tiempo  | Récord |
| ------------ | ----- | -------- | ----- | ------- | ------ |
| 14 de agosto | Final | Liu Zige | China | 2:04,18 | RM, RO |

## Resultados

### Semifinales

#### Semifinal 1
| Pos. | Calle | Nombre                           | País        | Tiempo  | Notas |
| ---- | ----- | -------------------------------- | ----------- | ------- | ----- |
| 1    | 5     | Jiao Liuyang                     | China       | 2:06,42 | C     |
| 2    | 4     | Aurore Mongel                    | Francia     | 2:07,21 | C     |
| 3    | 2     | Jemma Lowe                       | Reino Unido | 2:07,87 |       |
| 4    | 3     | Natsumi Hoshi                    | Japón       | 2:07,93 |       |
| 5    | 6     | Micha Kathrine Østergaard Jensen | Dinamarca   | 2:09,29 |       |
| 6    | 7     | Audrey Lacroix                   | Canadá      | 2:09,74 |       |
| 7    | 1     | Petra Granlund                   | Suecia      | 2:09,79 |       |
| 8    | 8     | Kathryn Meaklim                  | Sudáfrica   | 2:11,74 |       |

#### Semifinal 2
| Pos. | Calle | Nombre             | País           | Tiempo  | Notas |
| ---- | ----- | ------------------ | -------------- | ------- | ----- |
| 1    | 4     | Liu Zige           | China          | 2:06,25 | C     |
| 2    | 7     | Jessicah Schipper  | Australia      | 2:06,34 | C     |
| 3    | 3     | Otylia Jędrzejczak | Polonia        | 2:06,78 | C     |
| 4    | 5     | Yuko Nakanishi     | Japón          | 2:06,96 | C     |
| 4    | 6     | Kathleen Hersey    | Estados Unidos | 2:06,96 | C     |
| 6    | 2     | Elaine Breeden     | Estados Unidos | 2:07,73 | C     |
| 7    | 1     | Samantha Hamill    | Australia      | 2:09,58 |       |
| 8    | 8     | Ellen Gandy        | Reino Unido    | 2:10,60 |       |

### Final
| Pos.              | Calle | Nombre             | País           | Tiempo  | Notas  |
| ----------------- | ----- | ------------------ | -------------- | ------- | ------ |
| Medalla de oro    | 4     | Liu Zige           | China          | 2:04,18 | RM, RO |
| Medalla de plata  | 3     | Jiao Liuyang       | China          | 2:04,72 |        |
| Medalla de bronce | 5     | Jessicah Schipper  | Australia      | 2:06,26 |        |
| 4                 | 6     | Otylia Jędrzejczak | Polonia        | 2:07,02 |        |
| 5                 | 2     | Yuko Nakanishi     | Japón          | 2:07,32 |        |
| 6                 | 1     | Aurore Mongel      | Francia        | 2:07,36 |        |
| 7                 | 8     | Elaine Breeden     | Estados Unidos | 2:07,57 |        |
| 8                 | 7     | Kathleen Hersey    | Estados Unidos | 2:08,23 |        |

- Datos: Q603505